# Gura Padinii
Gura Padinii è un comune della Romania di 1 916 abitanti, ubicato nel distretto di Olt, nella regione storica dell'Oltenia. 
Il comune è formato dall'unione di 2 villaggi: Gura Padinii e Satu Nou.
Gura Padinii è divenuto comune autonomo nel 2004, staccandosi dal comune di Orlea.